# ハレハレ笑学校
「ハレハレ笑学校」（ハレハレしょうがっこう）とは、かつて『週刊少年ジャンプ』（以下WJ）誌上で連載されていた読者投稿・情報コーナー。連載期間は1969年20号から1978年52号まで。
WJ週刊化2号目から開始された、同誌初の読者ページ。ギャグ企画を中心としていたものの、一部読者からネタ投稿を募集していた。本コーナー連載中の1973年、『ど根性ガエル』や『アストロ球団』などのヒット作に恵まれていたこともあり、雑誌売り上げが日本一となる。